# Protoblepharus nyingchiensis
Protoblepharus nyingchiensis — вид сцинкоподібних ящірок родини сцинкових (Scincidae). Ендемік Китаю.

## Поширення і екологія
Protoblepharus nyingchiensis мешкають в повітах Ньїнгчі і Медог на південному сході Тибету.